# Max Casella

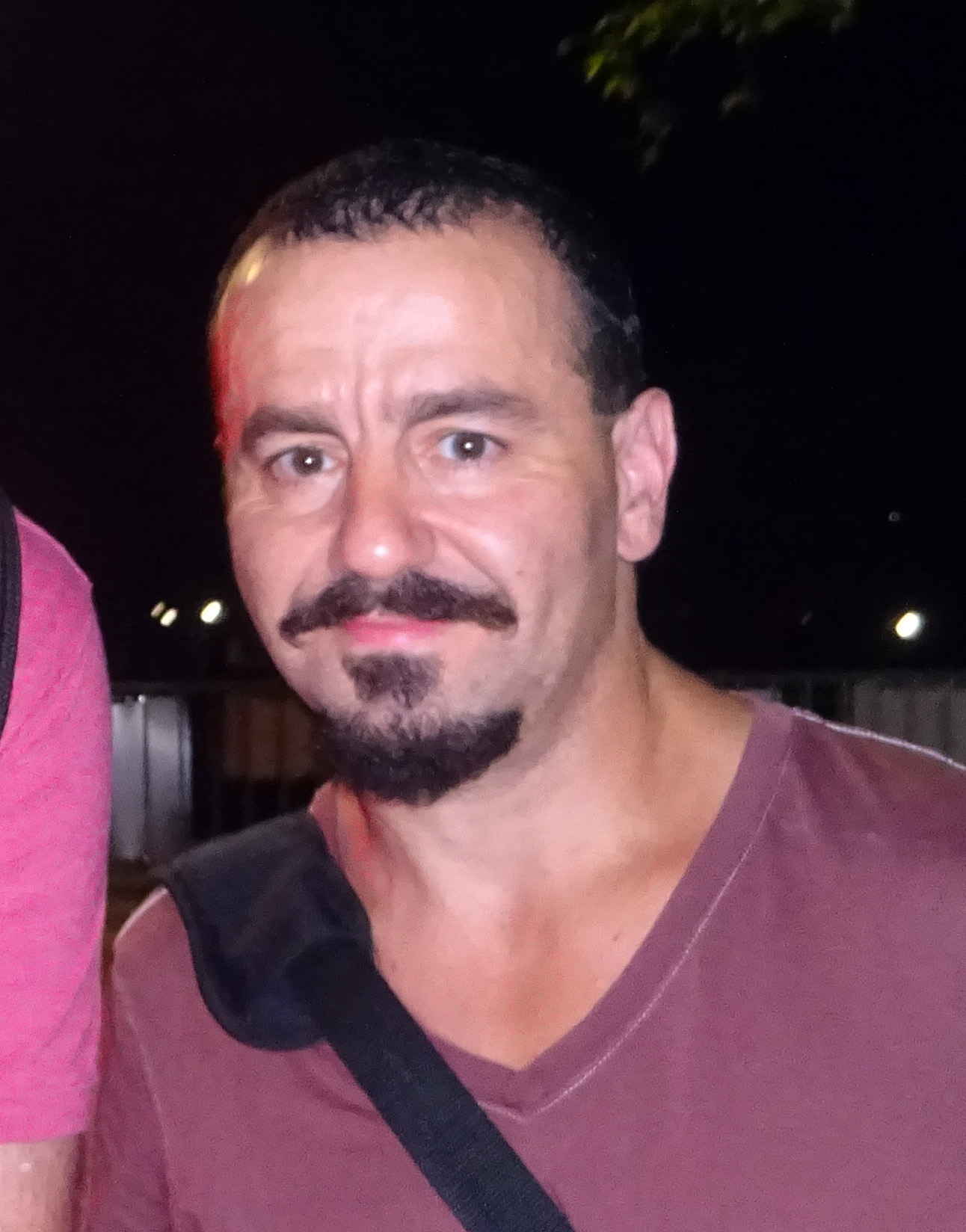
Max Casella (2016)

Max Casella (* 6. Juni 1967 in Washington, D.C., Vereinigte Staaten) ist ein US-amerikanischer Schauspieler. Einem breiteren Publikum ist er durch seine Rollen in Fernsehserien als Benny Fazio in Die Sopranos und als Vinnie Delpino in Doogie Howser, M.D. (97 Episoden, 1989–1993) bekannt. Außerdem lieh er der Figur Daxter in der Videospielreihe Jak and Daxter (2001–2009) in der US-amerikanischen Originalfassung seine Stimme.

## Leben und Karriere
Casella wurde in Washington, D.C. als Sohn des Zeitungskolumnisten David Deitch und der Sozialarbeiterin Doris Casella geboren. Er ist italienischer und jüdischer Abstammung, wuchs in Cambridge auf und besuchte dort die Schule.
Von 1989 bis 1993 verkörperte er in 97 Episoden der Fernsehserie Doogie Howser, M.D. die Figur Vinnie Delpino. 1992 war er als Racetrack Higgins in dem Film Newsies zu sehen. Dieser Film basiert auf der wahren Geschichte der Zeitungsjungen-Streiks gegen Joseph Pulitzer und William Randolph Hearst von 1899 in New York City. 1994 stellt er in Tim Burtons Tragikomödie Ed Wood den Schauspieler Paul Marco dar. 1996 spielt er in dem Film Immer Ärger mit Sergeant Bilko die Rolle des Soldaten Dino Paparelli. 1997 spielte er in dem Broadway-Musical Der König der Löwen von Elton John und Tim Rice die Rolle des Timon. Für diese Rolle erhielt er 1998 den Theatre World Award und eine Nominierung für den Drama Desk Award. 1999 spielt er in dem Kinofilm Reine Nervensache mit Robert De Niro und Billy Crystal in den Hauptrollen die Figur des Nicky Shivers.
Von 2000 bis 2001 kehrte er zum Broadway zurück und spielt dort die Rolle des Marcellus Washburn in der Neuaufführung von The Music Man. Ab 2001 bis 2007 ist er in 29 Episoden der Fernsehserie Die Sopranos als Benny Fazio zu sehen. 2008 stellt er die Figur Mack Steiner in Ein verlockendes Spiel dar. 2009 ist er einer der Hauptdarsteller und Producer des Films Scaring the Fish. In der Fernsehserie Boardwalk Empire hat er 2010 in sieben Episoden die Rolle des Leo D’Alessio inne. Es folgten Dutzende weitere Film- und Fernsehrollen, sein Schaffen umfasst rund 100 Produktionen.
Casella ist verheiratet, lebt in New York City und hat zwei Kinder.

## Filmografie (Auswahl)
- 1989–1993: Doogie Howser, M.D. (Fernsehserie)
- 1992: Die Zeitungsjungen (Newsies)
- 1994: Ed Wood
- 1996: Immer Ärger mit Sergeant Bilko (Sergeant Bilko)
- 1997: Noch dümmer (Trial and Error)
- 1999: Reine Nervensache (Analyze This)
- 2000: Dinosaurier (Dinosaur, Stimme)
- 2001–2007: Die Sopranos (The Sopranos, Fernsehserie, 29 Folgen)
- 2006: Bristol Boys (Donny)
- 2008: Zeiten des Aufruhrs (Revolutionary Road)
- 2008: Ein verlockendes Spiel (Leatherheads)
- 2010: Boardwalk Empire (Fernsehserie)
- 2011: Big Mama’s Haus – Die doppelte Portion (Big Mommas: Like Father, Like Son)
- 2011: The Confession
- 2012: Killing Them Softly
- 2013: Inside Llewyn Davis
- 2013: Blue Jasmine
- 2013: Mein Leben mit Robin Hood (The Last of Robin Hood)
- 2013: Oldboy
- 2014: A Midsummer Night’s Dream
- 2015: Wild Card
- 2016: Vinyl (Fernsehserie, 9 Folgen)
- 2016: Jackie: Die First Lady (Jackie)
- 2017: Wonder Wheel
- 2017–2022: The Marvelous Mrs. Maisel (Fernsehserie 5 Folgen)
- 2019: Late Night
- 2020: The Rhythm Section – Zeit der Rache (The Rhythm Section)
- 2021: The Tender Bar
- seit 2022: Tulsa King (Fernsehserie)
- 2024: Lake George